# Edamame

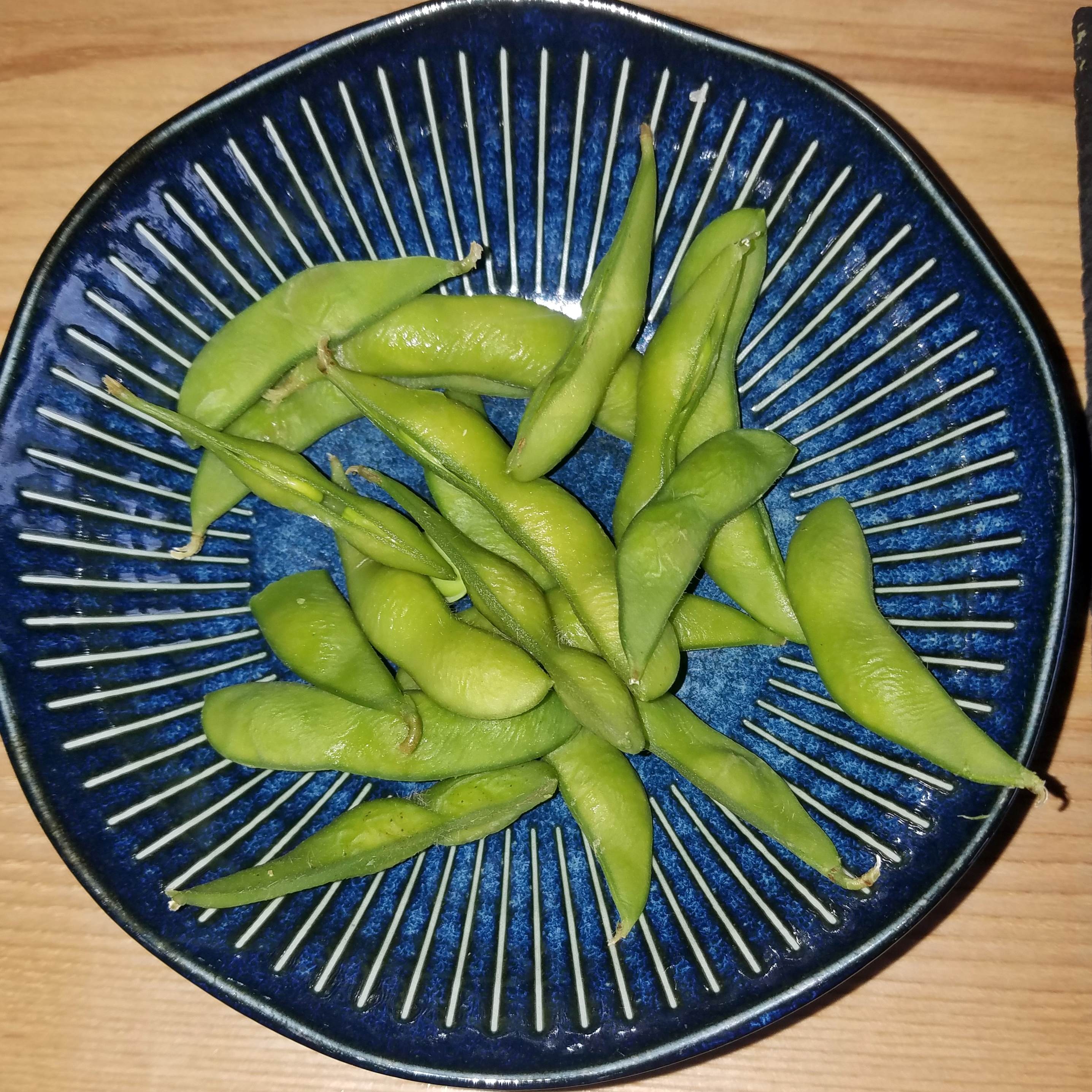
O edamame na vagem verde.

O Edamame (枝豆) é a soja ainda na vagem verde, encontrado em alguns países do continente asiático muito comum principalmente no Japão, usado muitas vezes em bares chamado Izakaya no Japão, onde é cozido, resfriado e adicionando uma pitada de sal, podendo também ser consumido gelado como aperitivo durante o consumo de bebidas alcoólicas.

## Nomes
O nome japonês edamame (枝豆), que costuma ser usado para se referir a vagem da soja verde, significa literalmente "ramo de feijão" (eda = "ramo", e mame = "feijão") e se refere aos feijões jovens de soja colhidos com seus ramos. Edamame também é muito popular como acompanhamento servido em izakayas japoneses, com diversas variedades locais sendo servidas de acordo com a estação. O sal é extremamente importante para o edamame. No Japão, o arajio é a variedade de sal preferida, por ser um sal marinho natural. O sal a ser usado no prato é então umedecido na salmoura, que carrega sabores minerais e oceânicos.
No prato típico chinês, os feijões de soja jovens são chamados de maodou (chinês: 毛豆, pinyin: máodòu, lit. ‘feijão cabelo’), e cada grão individualmente é conhecido como maodoujia (chinês: 毛豆荚, pinyin: máodòujiá, lit. ‘vagem de feijão cabelo’). Como a maneira mais frequente de servi-lo é após fervura, o prato normalmente é identificado através de um nome descritivo, como "maodou fervido" ou "maodou fervido no sal", dependendo da maneira de preparo. 
Na Coreia, o edamame é chamado de kong, um termo geralmente usado para todos os tipos de feijão.

## História
A primeira referência sólida ao vegetal data do ano de 1275, quando o célebre monge japonês Nichiren Shonin escreveu uma nota agradecendo um fiel pelo presente de "edamame" que este havia deixado no templo. 

## Preparo
Os grãos de soja verdes das vagens são colhidos antes que amadureçam. As extremidades das vagens podem ser cortadas antes de serem fervidas na água ou cozidas no vapor. O modo de preparo mais comum usa o sal, que pode tanto ser dissolvido na água antes das vagens serem introduzidas, quanto adicionado depois do cozimento. O edamame é servido normalmente depois de esfriar, porém também pode ser consumido ainda quente.
Outros condimentos utilizados podem ser o jiuzao (chinês: 酒糟, pinyin: jiǔzāo, lit. ‘sedimento de vinho’), feito a partir dos resíduos altamente fermentados de grãos que sobram da destilação do vinho de arroz, utilizado para acrescentar fragrância e sabor. Algumas receitas também usam a pimenta de Sichuan, para dar mais gosto, bem como o pó de cinco especiarias.
Além de serem consumidos inteiro, os grãos podem ser servidos como um molho; sachês com tempero para molho de edamame podem ser encontrados em diversos mercados de comida asiática e oriental.

### Conteúdo nutritivo
O Departamento de Agricultura dos Estados Unidos define os grãos de edamame como "um grão de soja que pode ser comido fresco, e que são mais conhecidos como um aperitivo com um grande fator nutritivo."
O edamame e todos os outros preparados de grãos de soja são ricos em carboidratos, proteínas, fibras, ácidos graxos Ômega-3 e micronutrientes, especialmente ácido fólico, manganês e vitamina K.
Os grãos de edamame contêm níveis mais altos de ácido abscísico, sacarose e proteína do que outros tipos de grão de soja, e podem conter carotenóides.
O consumo de edamame deve ser evitado por pessoas que têm alergia à soja.